# Congresso Geográfico Italiano
O Congresso Geográfico Italiano é formado pela reunião de estudiosos e de organismos que a nível italiano se reúne todos os três anos desde 1892. Trata unicamente de assuntos relacionados com a geografia no sentido mais lato.
O primeiro congresso foi organizado em Génova e coincidiu com a celebração da  descoberta da América.
Outra data importante foi a do  IX congresso em 1926, altura em que foi normalizada a sua divisão dos Alpes em Alpes Ocidentais, Alpes Centrais e  Alpes Orientais, e que ficou conhecida como Partição dos Alpes.
Pela primeira vez a divisão dos Alpes se preocupa com o conjunto da cordilheira alpina e não só com a porção italiana, mesmo se a classificação continua a ser centrada no ponto de vista da italiano.